# 学校教育法
学校教育法（がっこうきょういくほう、昭和22年3月31日法律第26号）は、学校教育制度の根幹の定めに関する日本の法律である。略称は、学教法（がっきょうほう）である。
所管官庁は、文部科学省（旧・文部省）である。幼稚園については初等中等教育局幼児教育課、小学校・中学校・高等学校・特別支援学校については同初等中等教育企画課、大学・専門学校・各種学校は高等教育局高等教育企画課、教科書検定は初等中等教育局教科書課がそれぞれ担当する。またこども家庭庁成育局保育政策課、厚生労働省健康・生活衛生局予防接種課および社会・援護局障害福祉課と連携して執行にあたる。

## 概要
学校教育法は、昭和憲法公布直後の1946年（昭和21年）12月28日に召集され明治憲法下における最後の議会となった第92回帝国議会において、教育基本法など他の教育制度改革法案とともに協賛を得て制定された。法令番号は昭和22年法律第26号、1947年（昭和22年）3月31日に公布、翌4月1日から施行された。
学校教育法で、指定された学校の種類（学校種）は第二次世界大戦後における教育改革の姿勢と方向付けを如実に示している。ただし、学校教育法に言及されていない教育の場も少なくない。学校教育法は、小学校6年、中学校3年、高等学校3年、大学4年〜6年（大学院、短期大学）、幼稚園、高等専門学校5年、中等教育学校、義務教育学校、特別支援学校（以上一条校）のほか、専修学校や各種学校などについても定めている。教科用図書検定についての規定も盛り込まれている。

## 学校教育法制定の経緯
第二次世界大戦以前は、学校制度は各学校種ごとに勅令によって定められていた（勅令主義）。近代日本の学校制度整備の起点となった「学制」では一つの法令で全ての基本的な学校種を全て定めていたが、その後一貫した学校体系が中々整備されない傾向にあった。結果として教育目的や入学対象者、修業年限等が異なる学校種が複数並列して設けられることになり、これを複線型学校体系と呼んだが、このことが各種学校令として反映されているとみることもできる。戦前の国民は、最上位の教育機関であった大学に進学するには原則として旧制高等学校などの限られた種別の学校を卒業しなければならなかった。
大東亜戦争終結後、日本国憲法、教育基本法の制定を踏まえて、学校教育の制度の根幹を定める法律として制定され、学校制度は6-3-3-4制を基本とする単線型学校体系に改められた。学校教育法の精神は公の制度である学校を1つの法律で規定し、教育の機会均等を図ることにある。学校教育法の施行に伴い、大東亜戦争終結以前の各種の学校令は一斉に廃止された。
なお、その後1961年に高等専門学校が、1998年に中等教育学校が、2015年に義務教育学校が設置されるなど一部複線化の動きがある。

## 沿革
学校教育法はこれまで30回以上にわたって改正されている。
- 2007年には、前年の教育基本法改正を受けて、大きな改正があった。小学校と中学校などについて、義務教育を行う学校との位置づけが明示され、盲学校・聾学校・養護学校は特別支援学校に一本化された。長らく特殊学級は「75条学級」と呼ばれてきたが、75条ではなくなった。（対照表）

## 構成
始めの第1章に総則、第2章に義務教育、後半の第12章に雑則、第13章に罰則をおくほかは各学校に関する内容を定めている。なお、各種学校に関する定めは第12章雑則にある。
- 上諭（公布文）
- 第1章 総則（1 - 15条）
- 第2章 義務教育（16 - 21条）
- 第3章 幼稚園（22 - 28条）
- 第4章 小学校（29 - 44条）
- 第5章 中学校（45 - 49条）
- 第5章の2 義務教育学校（49条の2 - 49条の8）
- 第6章 高等学校（50 - 62条）
- 第7章 中等教育学校（63 - 71条）
- 第8章 特別支援教育（72 - 82条）
- 第9章 大学（83 - 114条）
- 第10章 高等専門学校（115 - 123条）
- 第11章 専修学校（124 - 133条）
- 第12章 雑則（134条 - 142条）
- 第13章 罰則（143条 - 146条）
- 附則

## 学校教育法に定めがある各学校
学校教育法は公の性質をもつものとされている一条校について定められ、ほかにも専修学校と各種学校について定めがある。

### 一条校
幼稚園
義務教育およびその後の教育の基礎をつちかうものとして、幼児を保育し、幼児の健やかな成長のために適当な環境を与えて、その心身の発達を助長することを目的とする。1947年4月1日の学校教育法の施行によって正式に学校として位置づけられるようになった。
小学校
心身の発達に応じて、義務教育として行われる普通教育のうち基礎的なものを施すことを目的とする。満6歳になったほとんどの子供が入学し、修業年限は6年である。
市町村（または地方公共団体の組合）には、小学校を設置する義務が、保護者には、子が小学校の課程を修了するまで就学させる義務があり、いわゆる9年間の義務教育うちのはじめの6年間が該当する。
中学校
小学校における教育の基礎の上に、心身の発達に応じて、義務教育として行われる普通教育を施すことを目的とする。小学校を卒業した者（小学校の課程を修了した者）が入学し、修業年限は3年である。
市町村（または地方公共団体の組合）には中学校を設置する義務が、保護者には子が満15歳になる学年が終わるまで就学させる義務があり、いわゆる9年間の義務教育のうち、小学校の6ヶ年のあとの3年間が該当する。
義務教育学校
心身の発達に応じて、義務教育として行われる普通教育を施すことを目的とする。2015年（平成27年）の改正に伴い、小中一貫教育を行う学校として登場した。
6年間の前期課程と3年間の後期課程に区分され、前期課程は小学校、後期課程は中学校並びに中等教育学校前期課程が該当する。修業年限は9年である。
高等学校
中学校における教育の基礎の上に、心身の発達及び進路に応じて、高度な普通教育および専門教育を施すことを目的とする。
「全日制の課程」「定時制の課程」「通信制の課程」の下に、学科が置かれる。別科や専攻科を置くことができる。
中学校を卒業した者、中等教育学校の前期課程を修了した者などが入学でき、修業年限は、「全日制の課程」は3年、「定時制の課程」、「通信制の課程」については3年以上である。
中等教育学校
小学校における教育の基礎の上に、心身の発達及び進路に応じて、義務教育として行われる普通教育並びに高度な普通教育及び専門教育を一貫して施すことを目的とする。1998年（平成10年）の改正に伴い、中高一貫教育を行う学校として登場した。
3年間の前期課程と3年間の後期課程に区分され、前期課程はいわゆる9年間の義務教育うちの3年間が該当する。
後期課程は、高等学校と同様に「全日制の課程」、「定時制の課程」、「通信制の課程」の下に学科が置かれ、また別科や専攻科を置くことができる。小学校を卒業した者が入学でき、修業年限は原則として6年である。
特別支援学校
視覚障害者、聴覚障害者、知的障害者、肢体不自由者または病弱者（身体虚弱者を含む）に対して、幼稚園、小学校、中学校または高等学校に準ずる教育を施すとともに、障害による学習上または生活上の困難を克服し自立を図るために必要な知識技能を授けることを目的とする。幼稚部、小学部、中学部、高等部がある。
高等部は、高等学校と同様に「全日制の課程」、「定時制の課程」、「通信制の課程」の下に学科が置かれる。また、特別支援学校には別科や専攻科を置くことができる。
特別支援学校においては、在籍する幼児・児童・生徒に教育を行うほか、幼稚園、小学校、中学校、高等学校または中等教育学校の要請に応じて、知的障害者、肢体不自由者、身体虚弱者、弱視者、難聴者、その他障害のある幼児、児童または生徒の教育に関し必要な助言または援助を行うよう努めるものとされている。
大学
学術の中心として広く知識を授けるとともに、深く専門の学芸を教授研究し、知的、道徳的及び応用的能力を展開させることを目的とする。高等学校または中等教育学校を卒業した者などが入学できる。学部を置くことを常例とし、大学院、別科、専攻科を置くことができる。
修業年限は原則として4年であるが、「特別な専門事項にかかわる学部」や「夜間に授業を行う課程」については4年を超えるものとされ、医学部・歯学部・薬学部・獣医学部の修業年限については6年と明記されている。また、学位を授与する権限を持ち、学部を卒業した者には学士の学位が授与される。
専門職大学
大学のうち、深く専門の学芸を教授研究し、専門性が求められる職業を担うための実践的かつ応用的な能力を展開させることを目的とする。2017年（平成29年）の改正に伴い発足した職業大学である。
修業年限は原則として4年であるが、「特別な専門事項にかかわる学部」や「夜間に授業を行う課程」については4年を超えるものとされている。卒業した者には文部科学大臣が定める学位（以下「専門職学位」）が授与される。
大学院
大学院は大学に置かれる。学術の理論及び応用を教授研究し、その深奥をきわめ、または高度の専門性が求められる職業を担うための深い学識及び卓越した能力を培い、文化の進展に寄与することを目的とする。大学院には研究科が置かれ、大学の学部を卒業した者、または文部科学大臣の定めるところにより、これと同等以上の学力があると認められた者（高等専門学校等の専攻科や省庁大学校の所定の課程を修了し独立行政法人大学改革支援・学位授与機構から学士の学位を授与された者など）が入学できる。修了した者には、課程の違いにより博士または修士の学位が授与される。
専門職大学院
大学院のうち、学術の理論及び応用を教授研究し、高度の専門性が求められる職業を担うための深い学識及び卓越した能力を培うことを目的とする。修了した者には専門職学位が授与される。
短期大学
短期大学は大学の一種である。深く専門の学芸を教授研究し、職業又は実際生活に必要な能力を育成することを主な目的とする。修業年限は2年または3年である。学部は置かず、学科を置く。なお大学院は設置できない。卒業した者には短期大学士の学位が授与される。
専門職短期大学
短期大学のうち、深く専門の学芸を教授研究し、専門性が求められる職業を担うための実践的かつ応用的な能力を育成することを目的とする。2017年（平成29年）の改正に伴い発足した職業大学である。卒業した者には専門職学位が授与される。
高等専門学校
深く専門の学芸を教授し、職業に必要な能力を育成することを目的とする。学校教育法の一部改正により1962年（昭和37年）に発足した学校。修業年限は5年、または5年6ヶ月である。
高等専門学校に入学できるのは中学校を卒業した者、中等教育学校の前期課程を修了した者などである。学科が置かれる。卒業した者には準学士の称号が授与され、また、大学の学部に編入学することができる。専攻科を置くことができる。

### 一条校以外
専修学校
専修学校は、職業もしくは実際生活に必要な能力を育成し、または教養の向上を図ることを目的とする。
1975年（昭和50年）の学校教育法改正により発足した。専修学校の課程には、高等課程（中学校卒業者等対象）、専門課程（高等学校卒業者等対象）、一般課程に区分される。修業年限は1年以上である。
高等専修学校
高等課程をおく専修学校が称することができる名称。
専門学校
専門課程をおく専修学校が称することができる名称。
文部科学大臣が認定する専門課程を卒業した者には、専門士または高度専門士の称号が授与され、また大学への編入学が認められ、2年制の短期大学の専攻科や高等専門学校の専攻科への進学ができる。
各種学校
学校教育法第1条に掲げる学校および専修学校を除いたもので、学校教育に類する教育を行うものをいう。

## 評価
学校評価
2007年改正学校教育法において学校評価の実施・公表に関する規定が整備された。この規定は小学校の他、幼稚園、中学校、高等学校、中等教育学校、特別支援学校、専修学校及び各種学校に準用される。
大学評価
2004年より、改正学校教育法で第三者機関による機関別・専門分野別大学評価の制度が整備された。